# 竹本竜司
竹本 竜司（たけもと りょうじ、1964年〈昭和39年〉4月3日 - ）は、日本の陸上自衛官、第6代陸上総隊司令官。工学博士。

## 概要
島根県出身。父親が自衛官だったこともあり同じ道へ。1980年（昭和55年）4月2日、陸上自衛隊生徒第26期生として少年工科学校に入校し3等陸士に任官。前期教育終了時に大学入学資格検定を受け防衛大学校に合格。1等陸士で自衛隊を退職し、防衛大学校に第31期生（電気工学科）として入校。同校卒業後に再度任官したため自衛官では無い期間が約4年存在する。第8特科連隊時に空挺基本降下課程を修了し空挺き章を有する。1等陸佐までの職種は野戦特科。2018年（平成30年）10月14日に陸上自衛隊朝霞訓練場で行われた第65回自衛隊記念日観閲式の観閲部隊指揮官を務めた。
座右の銘は造語で「進化無限」『人は興味を持って吸収していけば、日々伸びるという意味。常に勉強です』。と熊本日日新聞のインタビューに答えている。

## 略歴
- 1980年（昭和55年）4月2日：少年工科学校（生徒26期：武山）
- 1983年（昭和58年）4月：防衛大学校（第31期）（電気工学科）
- 1987年（昭和62年）
  - 3月：幹部候補生学校（前川原）入校（幹部候補生第68期）
  - 10月：第8特科連隊 （北熊本 ）
- 1990年（平成2年）3月：筑波大学（博士課程）（1995年3月、博士号取得）[1]（霞ヶ浦）
- 1995年（平成7年）3月：装備開発実験隊（富士）
- 1997年（平成9年）3月：幹部学校技術高級課程（TAC)（第25期：目黒）
- 1998年（平成10年）3月：技術研究本部GM開発官付（三宿）
- 2000年（平成12年）3月：陸上幕僚監部人事部（市ヶ谷）
- 2001年（平成13年）8月：第112特科大隊長（湯布院）
- 2003年（平成15年）8月：陸上幕僚監部教育訓練部（市ヶ谷）
- 2005年（平成17年）8月：幹部学校統合高級課程（第45期：目黒）
- 2006年（平成18年）8月：陸上幕僚監部人事部（市ヶ谷）
- 2007年（平成19年）8月：陸上幕僚監部補任課人事第1班長（市ヶ谷）
- 2009年（平成21年）8月：第9特科連隊長 兼 岩手駐屯地司令（岩手）
- 2010年（平成22年）7月：統合幕僚監部運用部運用第2課長（市ヶ谷）
- 2012年（平成24年）7月26日：陸将補[5]昇任、東部方面総監部幕僚副長（朝霞）
- 2014年（平成26年）8月5日：自衛隊東京地方協力本部長（新宿[6]）
- 2015年（平成27年）8月4日：陸上自衛隊富士学校特科部長（富士）
- 2016年（平成28年）7月1日：陸上幕僚監部人事部長（市ヶ谷）
- 2017年（平成29年）
  - 3月27日：陸上幕僚監部人事教育部長（市ヶ谷）
  - 8月1日：第11旅団長（真駒内）
- 2018年（平成30年）8月1日：陸将[7]昇任、第1師団長（練馬）
- 2019年（令和元年）8月23日：陸上幕僚副長（市ヶ谷）
- 2020年（令和2年）8月25日：第39代 西部方面総監（健軍）
- 2023年（令和5年）3月30日：第6代 陸上総隊司令官
- 2024年（令和6年）3月28日：退職[8]